# Tom Krauß
Tom Krauß (sinh ngày 22 tháng 6 năm 2001) là một cầu thủ bóng đá chuyên nghiệp người Đức thi đấu ở vị trí tiền vệ cho câu lạc bộ VfL Bochum tại Bundesliga theo dạng cho mượn từ Mainz 05.